# 홍성민 (프로게이머)
홍성민(2005년 3월 3일 ~ )은 대한민국의 전직 카트라이더 프로게이머로 아이디는 Luning을 사용했다.

## 아마추어 시절
2020년 11월, WeC 경기 국제 e스포츠 대회에서 GDS 팀으로 참가하여 우승을 달성했다.
2021년 10월, 대통령배 KeG에서 서울특별시 대표로 참가하여 준우승을 달성했다.

## 선수 시절
2022년 2월, 2022-1시즌에 Phase 소속으로 활동하면서 커리어를 시작했다. 2022-1시즌 팀전 6위, 개인전 22위를 기록했다.
2022년 7월, Savage 소속으로 활동한다. 2022-2시즌 팀전 4위를 기록했다. 2022수퍼컵 팀전 4위를 기록했다.
2023년 3월, ReBoot 소속으로 활동한다. 프리시즌1 팀전 7위, 개인전 13위를 기록했다.
2023년 5월, Aura 소속으로 활동한다. 프리시즌2 팀전 5위, 개인전 우승을 달성했다.
2023년 8월 7일, 성남 ROX에 입단했다. 2023시즌 팀전 4위, 개인전 6위를 기록했다. 이후 팀이 해체되었다.

## 소속팀
| # | 팀명     | 소속 기간                 | 소속 리그 | 비고 |
| - | -------- | ------------------------- | --------- | ---- |
| 1 | Phase    | 2022                      | KRL       |      |
| 2 | Savage   | 2022                      | KRL       |      |
| 3 | ReBoot   | 2023.03.26. ~ 2023.05.03. | KDL       |      |
| 4 | Aura     | 2023.05.19. ~ 2023.08.04. | KDL       |      |
| 5 | 성남 ROX | 2023.08.07. ~ 2023.12.09. | KDL       |      |

## 수상 내역

### 크레이지레이싱 카트라이더
- 2020 제2회 WeC 경기 국제 e스포츠 대회 카트라이더 부문 우승
- 2021 제13회 대통령배 KeG 카트라이더 부문 준우승

### 카트라이더: 드리프트
- 카트라이더: 드리프트 리그 프리시즌 2 개인전 우승